# Мокк
Мокк (арм. Մոկք) — историческая область к юго-западу от озера Ван, пятый ашхар (провинция) Великой Армении. У греко-римских авторов — Моксоэна, также известна как Мокс. Располагалась в горах Армянского Тавра.

## Описание

Карта Великой Армении

Мокк граничил с провинцией Туруберан на севере, Корчайк на юге, Васпуракан на востоке и Алдзник на западе. Это была самая маленькая из армянских провинций, состоявшая всего из семи гаваров (округов). Её центром был город с тем же названием — Мокк. В 298—338 гг. оккупирована римлянами; после раздела Великой Армении 387 г. — в персидской части Армении. Площадь Мокка составляла 2962 км². В Моксе находится горный хребет и горная вершина Арнос. В хеттских источниках упоминается в форме «гора Арнуша», а в надписях Саргон II упоминаются «гора Аллурия». Согласно преданию, Ноев ковчег плавал во время всемирного потопа, и последний якобы получил свое название от выражения Ноя «Ар Нойс». Высота 3550 метров. Вершина плоская, где можно увидеть остатки старого форта и святыни. Судя по содержанию надписи Саргона II, древняя урартская святыня храма Мусасир, скорее всего, располагался в исторической стране «Мокксе» Армянского нагорья.

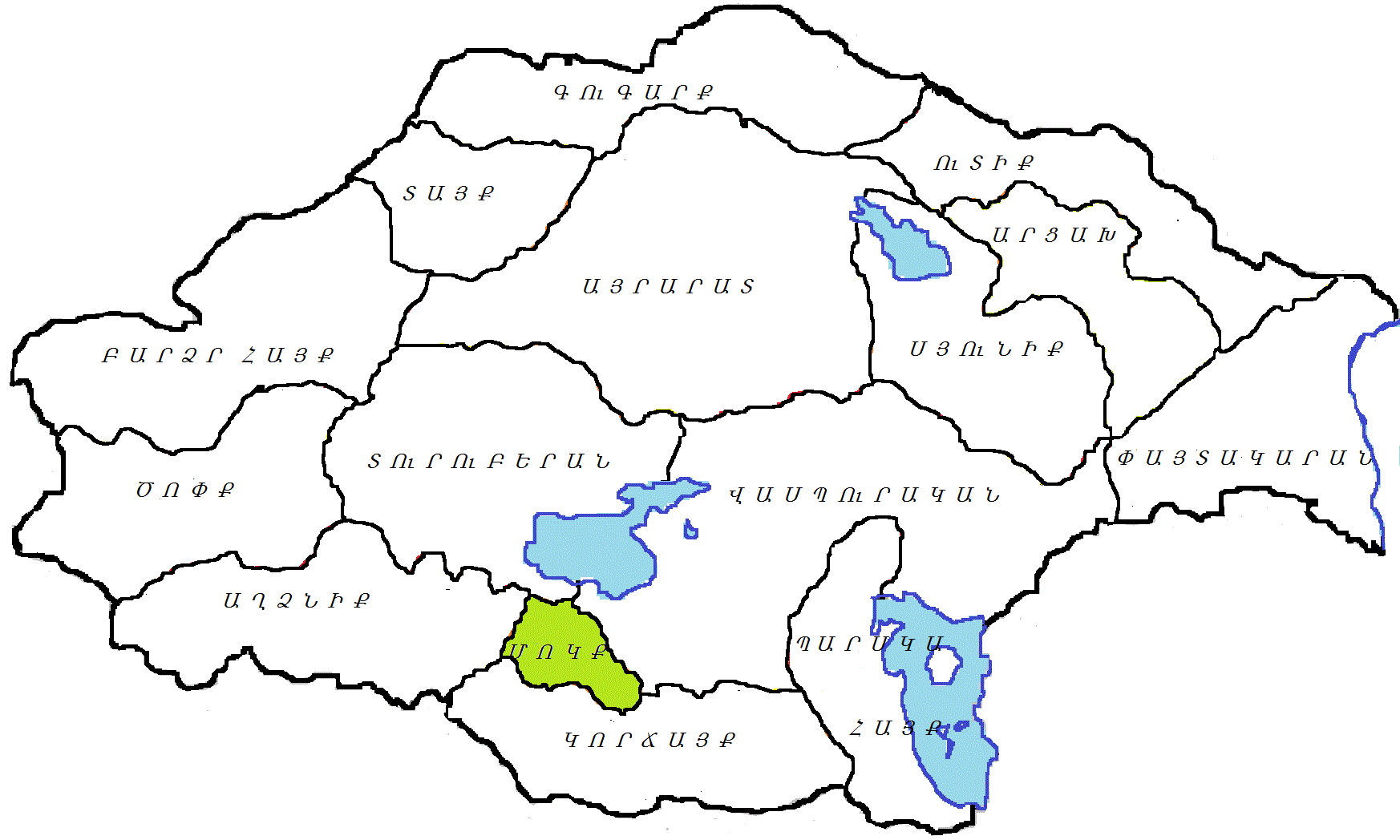
Расположение провинции Мокк на карте Великой Армении

Судя по всему моккцы, будучи горцами, пользовались среди армян дурной репутацией разбойников. Мовсес Хоренаци, сообщая об основании нахарарств [мифическим] царём Валаршаком и с должным уважением рассказывая о родоначальниках различных нахарарских династий, о Мокке говорит в следующих малопочтительных выражениях: «Приметив (некоего) моккца, мужа из соответствующей области, главаря вооружённой мечами толпы, он учреждает там нахарарство» . При этом перевод ещё смягчён: переводчик понимает слово срика как «меченосец», но признаётся, что его обычное значение — «мерзавец», «оборванец». Армянский географ VII в. Анания Ширакаци описывает провинцию следующим образом:
Мокк к востоку от Агдзник в стремнинах Таврских гор, имеет 9 областей: 1. Ишайр, 2. Мьюс-Ишайр, 3. Ишоц-Гавар, 4. Арвениц-дзор, 5. Миджа, 6. Собственный Мокс, 7. Аркаиц Гавар, 8. Аргастовит, 9. Джермадзор. Из плодов производит гахршак и мандрагору; из зверей встречается барс с красивыми пятнами, а из птиц — куропатка.